# Robert Barone
Pour les articles homonymes, voir Barone.
Robert Barone, né Louis Robert Barone le 3 mai 1918 à Constantine, et mort le 21 novembre 2014 à Caluire-et-Cuire, est un professeur agrégé d'anatomie vétérinaire.

## Biographie
Il a enseigné à l’École nationale vétérinaire de Lyon.
Il a publié l'Anatomie comparée des mammifères domestiques en 7 tomes qui sont les manuels de référence d'anatomie en médecine vétérinaire francophone.
Ses ouvrages s’appuient sur une description claire et rigoureuse, soutenue par une illustration riche de multiples planches de dessins au trait, dus souvent à la plume du Professeur Barone. Il fait aussi appel à des reconstructions en trois dimensions par superposition de clichés en microscopie électronique à balayage ou encore à l’angiographie en fluorescence.

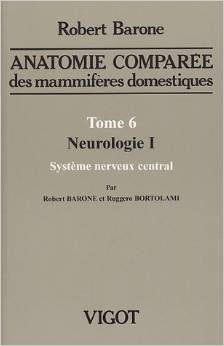
Anatomie comparée des mammifères domestiques, tome 6 : Neurologie 1

Ses tomes de l'anatomie comparée des mammifères domestiques ont été couronnés par l'académie de Médecine (prix Reynal 1969), par l'Académie des sciences (prix Cuvier, 1970) et par l'Académie vétérinaire de France (médaille du cinquantenaire, 1978).
Il a reçu plusieurs distinctions, dont la Légion d'honneur.
Issu du scoutisme, spéléologue réputé, il reçut l'Ordre agricole du mérite pour avoir dirigé le groupe de spéléologues qui a sauvé deux personnes retenues prisonnières d'une cavité souterraine pendant plusieurs jours.
Pendant la seconde guerre mondiale, il a organisé le centre de secours de la Croix rouge française de Vaise, un quartier de Lyon, en faisant de l’École vétérinaire de Lyon le lieu de rassemblement des secouristes qui allaient chercher les blessés et les personnes tuées par les bombardements et en les ramenant au centre de secours.
Résistant pendant la seconde guerre mondiale, il livre des journaux clandestins dans Lyon, cache des microfilms dans son laboratoire et transmet les informations qui lui sont confiées pour le compte de la résistance. Son témoignage est enregistré par vidéo et disponible au Musée de l'Histoire de la Résistance et de la Déportation de Lyon, ainsi que des exemplaires de quelques journaux clandestins, des calques pour faire des faux papiers... témoignages de ses actions. Il n'en aura jamais parlé de son vivant, c'est sa petite nièce qui le pousse à le filmer pour enregistrer son témoignage et qui déposera tous ces éléments au musée après son décès.
Il est membre émérite de l'Académie vétérinaire de France, élu en 1978.